# Просмаження (комедія)
Просмаження — це форма гумору, в якій конкретних людей (почесних гостей) висміюють за їхній кошт на потіху ширшій авдиторії. Прожарки націлені вшанувати конкретну особу певним чином. На додачу до образливих жартів, такі заходи також можуть містити щиру похвалу та повагу. Суть у тому, що "просмажені в доброму гуморі" сприймать жарти не як серйозну критику чи образу. Друзі, шанувальники та добродії навколо просмаженого теж можуть отримати схоже ставлення так само, як й останній. Захід та презентація як так є частинами просмаження. Ведучого таких заходів називають “мастер просмаження”. Людину, яку висміяли в такий спосіб, називають “просмаженою”.
У деяких країнах є й інша традиція: ведучий  офіційних заходів, таких як церемонії нагородження та щорічні вечори, добродушно висміює учасників заходу. Інколи різкі жарти ведучого викликали обурення. Існує також концепція просмаження в соціальних мережах, коли людина просить інших висміяти його, як правило, за свою фотографію. Хоча люди вимагають висміяти самих себе, ця діяльність теж викликала обурення і дехто вважає це формою кібербулінгу. Ще більш суперечливою є практика простого знущання над іншими задля комедійного ефекту, який деякі називають "просмаженням". Коміки наголошують, що для справжньої просмаження потрібна згода особи.

## Прожарки по телебаченню

### Kraft Music Hall
Останні кілька сезонів телевізійного шоу Kraft Music Hall з 1968 по 1971 містили трансляції Friars Club Roast; просмаженими зірками були: Johnny Carson, Milton Berle, Jack Benny, Don Rickles, і Jerry Lewis.

### Dean Martin's Celebrity Roasts
Dean Martin вів серію просмажень на телебаченні в 1974 у рамках заключного сезону його однойменного естрадного шоу. Після того, як шоу було скасовано, NBC вирішила призначити серію спеціальних випусків "'The Dean Martin Celebrity Roast"' " від колишнього гранд-готелю та казино MGM (тепер Bally's Las Vegas) в кімнаті "Зігфельд"; вони записувались і виходили в ефір приблизно раз на два місяці з кінця 1974 до початку 1979, ще три було випущено в 1984. Просмаженими знаменитостями були актори Kirk Douglas, Bette Davis та Jimmy Stewart; спортсмени Muhammad Ali, Joe Namath та Wilt Chamberlain; коміки Lucille Ball, Jackie Gleason та Redd Foxx; політики Ronald Reagan та Barry Goldwater; співак Френк Сінатра і сам Мартін. Гумор на цих трансляціях був набагато скромнішим, ніж часом надто вульгарний та відвертий гумор на деяких приватних та не телевізійних просмаженнях.

### Comedy Central
З 1998 по 2002 кабельний канал Comedy Central випускав та транслював щорічну прожарку New York Friars Club з іншими просмаженнями від знаменитостей Drew Carey, Jerry Stiller, Rob Reiner , Hugh Hefner та Chevy Chase.
На основі успіху цих просмажень, Comedy Central почав вести власні просмаження майже щорічно під назвою Comedy Central Roast. Першим просмаженим був Denis Leary в 2003, потім Jeff Foxworthy, Pamela Anderson, William Shatner, Flavor Flav, Bob Saget, Larry the Cable Guy, Joan Rivers, David Hasselhoff, Donald Trump, Charlie Sheen, Roseanne Barr,  James Franco, Justin Bieber, Rob Lowe, Bruce Willis, та Alec Baldwin.
Комік Jeff Ross здобув популярність завдяки своїй участі у телевізійних просмаженнях Comedy Central, і його часто називають "Генеральний майстер просмаження" (посаду, яку він фактично займає у New York Friars' Club).
У 2010 міжнародні філії Comedy Central також почали виробляти та транслювати власні просмаження. Comedy Central New Zealand транслювала просмаження Mike King та Murray Mexted; Comedy Central Africa транслювала просмаження Steve Hofmeyr, Kenny Kunene, Somizi Mhlongo та AKA; Comedy Central Latin America транслювала просмаження Héctor Suárez; Comedy Central Spain транслювала просмаження Santiago Segura, El Gran Wyoming та José Mota; Comedy Central Netherlands транслювала просмаженняGordon (які були найпопулярнішими трансляціями в історії каналу), Giel Beelen, Johnny de Mol та Ali B..

### Інші телевізійні прожарки в США
Четверта серія The Richard Pryor Show 1977-го була з просмаженням від Richard Pryor.
Playboy випустив одне просмаження Tommy Chong в 1986, яку показали на Playboy Channel.
Баскетболіст Shaquille O'Neal випустив дві серії свого Shaq's All Star Comedy Roast: в 2002 із собою, та в 2003 з Emmitt Smith.
Кабельний канал MTV випустив одне просмаження в 2003 від Carson Daly, яку назвали MTV Bash.
Кабельний канал TBS випустив одне просмаження Cheech & Chong в 2008, яку назвали Cheech & Chong: Roasted.
Кабельний канал A&E випустив одне просмаження Gene Simmons в 2008.
Журнал Guitar World організував з 2012 по 2014 три "Rock & Roll Roasts" від музикантів Zakk Wylde, Ді Снайдера та Corey Taylor.
Просмаження Terry Bradshaw у Friars Club виходила на ESPN2 в 2015.
Кабельний канал Fusion показав прожарку Snoop Dogg Smokeout від Snoop Dogg в 2016.
RuPaul's Drag Race показав чотири серії просмаження: просмаження RuPaul в 5 сезоні в 2013 та в RuPaul's Secret Celebrity Drag Race в 2020, просмаження Michelle Visage в 9 сезоні в 2017 і просмаження похоронно-висміювального характеру Lady Bunny в 4 сезон All-Stars в 2019.
Кабельний канал TNT транслював просмаження телеведучих TNT шоу Inside the NBA в 2020.

### Велика Британія
Були зроблені деякі спроби адаптувати американський формат просмаження для британської аудиторії. Channel 4 запустив останню британську версію 7 квітня 2010 року із заголовком A Comedy Roast, причому спочатку просмаженими стали Bruce Forsyth, Sharon Osbourne та Chris Tarrant., згодом — Davina McCall та Barbara Windsor. Однак, більш підходящим для британського гумору став “досить успішний” Roast Battle формат,
який замовили для третьої черги у вересні 2018 року.

### Індія
Індійська гумористична група All India Bakchod організувала шоу в прямому ефірі AIB Knockout з участю Arjun Kapoor, Ranveer Singh з Karan Johar як просмажника. Програма спричинила суперечку через те, що нібито вона містить неприємний, сексистський, образливий та принизливий вміст. Відеозаписи події було вилучено з YouTube. Comedy Nights Bachao від Optimystix Productions також заснована на цьому форматі; однак, вони уникають надмірної вульгарності, щоб бути дружніми до сімей у шоу.